# پیترو پرینا
پیترو پرینا (انگلیسی: Pietro Perina؛ زادهٔ ۲۸ فوریهٔ ۱۹۹۲) بازیکن فوتبال اهل ایتالیا است.
از باشگاه‌هایی که در آن بازی کرده‌است می‌توان به باشگاه فوتبال کوزنتسا کالچو اشاره کرد.